# Paulius Grybauskas
Paulius Grybauskas (Vilnius, 2 juni 1984) is een Litouws voetbaldoelman die sinds 2007 uitkwam voor de Roemeense eersteklasser Oțelul Galați. In 2009 stapte hij over naar Neftçi Bakoe uit Azerbeidzjan.
Grybauskas speelde sinds 2006 in totaal zes interlands voor de Litouwse nationale ploeg.

## Carrière
- 2003: FC Vilnius
- 2004-2006: FK Ekranas
- 2007-2009: Oţelul Galaţi
- 2009-heden: Neftçi Bakoe